# Euler-Liljestrand-Mechanismus
Der Euler-Liljestrand-Mechanismus oder Euler-Liljestrand-Reflex („von Euler-Liljestrand-Reflex“; gemäß Paul Henri Rossier auch alveolo-vaskulärer Reflex genannt), klinisch auch als hypoxische pulmonale Vasokonstriktion (HPV), als „regionärer alveolokapillärer Reflex“ oder als „alveolo-kapillarer Reflex“ bezeichnet, beschreibt den Zusammenhang zwischen der Belüftung (Ventilation) und der Durchblutung (Perfusion) der Lunge, beschrieben als Ventilations-Perfusions-Verhältnis ({\displaystyle V/Q}-Quotient oder besser {\displaystyle {\dot {V}}/{\dot {Q}}}-Quotient).
Der Begriff Reflex ist irreführend, da Reflexe streng genommen neuronal vermittelt sind. Besser ist die Verwendung des Begriffs hypoxische pulmonale Vasokonstriktion (HPV).

## Geschichte
Der Mechanismus wurde 1946 von Ulf von Euler und Göran Liljestrand entdeckt, obgleich schon die britischen Forscher John Rose Bradford und Henry Percy Dean im Jahre 1894 im Tierversuch an Hunden einen Anstieg des pulmonalarteriellen Druckes (PAP) unter Asphyxie beobachteten (vergleiche auch hierzu Pulmonale Hypertonie).
Irrtümlich wird der Euler-Liljestrand-Mechanismus in manchen medizinischen Wörterbüchern auf Ulf von Eulers (1905–1983) Vater Hans von Euler (1873–1964) zurückgeführt; beide waren Nobelpreisträger und verwandt mit Leonhard Euler. Diese falsche Zuschreibung fand sich 1986 auch im Klinischen Wörterbuch von Willibald Pschyrembel.
In den modernen Lehrbüchern zum Beispiel von Tinsley Randolph Harrison oder von Wolfgang Piper und im Merck Manual wird der Euler-Liljestrand-Mechanismus nicht erwähnt.

## Physiologie
Nimmt die Ventilation in einem Teil der Lunge ab – auch als alveoläre Hypoventilation bezeichnet – führt dies zu einem lokalen Sauerstoffmangel (Hypoxie) und zur reflektorischen Verengung (Konstriktion) der Blutgefäße in diesem Lungenabschnitt.
Durch gezielte Vasokonstriktion der entsprechenden Lungengefäße in Arealen alveolärer Hypoxie können die Lunge beziehungsweise die Lungenabschnitte die Perfusion der lokalen Ventilation anpassen. Dadurch wird verhindert, dass Blut die Lunge passieren kann, ohne oxygeniert zu werden (Shunt). Man kann physiologisch zwischen einer akuten Phase der HPV und einer protrahierten Phase differenzieren. Die HPV setzt innerhalb weniger Sekunden ein und erreicht nach circa 15 Minuten ein Plateau.
Durch die HPV kommt es zu einer Homogenisierung des Ventilations-Perfusions-Verhältnisses. Die Partialdruckdifferenz zwischen Alveolen und Arteriolen, also die alveolo-arterielle Sauerstoffdruckdifferenz (AaDO2), verringert sich. Der pulmonale Shunt nimmt ab, das heißt, die venöse Beimischung aus durchbluteten, aber nicht belüfteten Arealen nimmt ab. Der arterielle Sauerstoff-Partialdruck (paO2) erhöht sich im Sinne einer Normalisierung.
Phylogenetisch spielt die hypoxische pulmonale Vasokonstriktion wahrscheinlich eine wichtige Rolle bei der evolutionären Anpassung der regionalen Durchblutung von Lungenabschnitten an die regionale Ventilation. Der Mechanismus spielt auch bei der Höhenanpassung beziehungsweise bei der Entstehung der Höhenkrankheit eine wichtige Rolle. So kann eine fortschreitende Hypoxie ein Höhenlungenödem verursachen.

## Pathophysiologie und klinische Bedeutung
Prinzipiell hat die hypoxische pulmonale Vasokonstriktion (HPV) bei allen Erkrankungen eine große Bedeutung, bei denen es bedingt durch eine alveoläre Hypoxie – also Abnahme des Sauerstoffgehaltes in den Alveolen – zu einer Umverteilung des Blutflusses aus ebendiesen hypoxischen Arealen in besser oxygenierte Abschnitte der Lunge und damit zu einer Optimierung des Ventilations-Perfusions-Verhältnisses kommt. Solche Erkrankungen sind z. B. Pneumonien, chronisch obstruktive Lungenerkrankungen (COPD), ein akutes respiratorisches Lungenversagen (ARDS) und die Höhenkrankheit mit einem Höhenlungenödem. So fand sich in der Multi Ethnic Study of Atherosclerosis (MESA-Trial) ein inverser Zusammenhang zwischen einem Lungenemphysem und dem Schlagvolumen.
Veränderungen der Ventilation führen zu gleichsinnigen Veränderungen der Perfusion. Unklar bleibt, ob umgekehrt auch Veränderungen der Perfusion zu gleichsinnigen Veränderungen der Ventilation führen. Das wäre ein Circulus vitiosus. In beiden Fällen würde sich das Ventilations-Perfusions-Verhältnis {\displaystyle {\dot {V}}/{\dot {Q}}} nicht (oder zumindest nicht deutlich) verändern, weil proportionale Veränderungen von Zähler und Nenner den Quotienten konstant halten.
Lungenkrankheiten verkleinern die Ventilation und nach Euler/Liljestrand die pulmonale Perfusion. Damit verkleinern sich das Lungenzeitvolumen und das identische Herzzeitvolumen. Nach Wilhelm Nonnenbruch führt jede Verkleinerung des Herzzeitvolumens (HZV) auch zur Reduktion der renalen Perfusion und damit der glomerulären Filtration (GFR). So führen Lungenkrankheiten zur Niereninsuffizienz; das sind die Pulmorenalsyndrome.

## Molekulare Mechanismen
Die Frage ist, wie an den pulmonalarteriellen glatten Muskelzellen eine Sauerstoffdifferenz wahrgenommen wird (Sauerstoffsensorik und Signaltransduktion) und durch welche molekulare Mechanismen es zur HPV an der glatten Muskulatur der Pulmonalgefäße kommt. „Zur Erklärung der nicht sichtbaren Einengung der Pulmonalarterien werden der Euler-Liljenstrandsche Reflex sowie das Poiseuillesche Gesetz herangezogen.“
Die Untersuchung der HPV erfolgte in und an verschiedenen Versuchsaufbauten bzw. Modellen, etwa dem Tiermodell, isolierten Lungenpräparaten oder Pulmonalarterien und endothelfreien Pulmonalarterienringen sowie an isolierten glatten Muskelzellen der Pulmonalarterien (PASMC=pulmonary artery smooth muscle cells).
Zunächst konnten die glatten Pulmonalarterienmuskelzellen (PASMC) als der eigentliche histologische Ort der HPV bzw. die Lokalisation der Sauerstoffsensorik, die dann zur Vasokonstriktion führt, ausgemacht werden. Damit sind die PASMC sowohl die Sensor- als auch die Effektorzellen der HPV.
Es scheint belegt zu sein, dass ein zytosolischer Anstieg der Calciumkonzentration zur Konstriktion der PASMC führt.
Strittig ist bisher die Herkunft des steigenden zytosolischen Calciums. Eine Hypothese sieht den Einstrom des Calciums über sogenannte spannungsabhängige L-Typ Calcium-Kanäle (VOCC=voltage-operated calcium channel) oder über Speicher-gesteuerte Calciumkanäle (SOCC=store-operated calcium channel) aus dem extrazellulären Raum.
Andere Hypothesen postulieren die Herkunft des Calciums aus intrazellulären Speichern, wie etwa dem sarkoplasmatischen Retikulum oder auch aus den Mitochondrien.
Auch scheint eine Sensitivierung der PASMC gegenüber Calcium über den RhoKinase-Signalweg für die protrahierte Phase der HPV möglich.
Neben den Calciumkanälen, ob nun spannungsabhängiger L-Typ Kanal (VOCC) oder Speicher-gesteuerter Calciumkanal (SOCC), scheinen aber auch Kaliumkanäle eine wichtige Rolle bei der HPV zu spielen (Synergismus). Kommt es zum Abfall des Sauerstoffpartialdrucks – einer Hypoxie – an den Pulmonalarterienmuskelzellen (PASMC), wird der Kaliumkanal blockiert, was zur Depolarisation der Zelle führt. Spannungsabhängige L-Typ-Calciumkanäle werden aktiviert und es kommt zum Einstrom von Ca2+ über die Plasmamembran und zur Freisetzung von Calcium aus dem sarkoplasmatischen Retikulum. Der Anstieg der Calciumkonzentration bewirkt eine Kontraktion der glatten Gefäßmuskelzelle.
Fazit: Der Abfall des Sauerstoffpartialdrucks führt zu einer Inhibition von Kaliumkanälen, in deren Folge die Zellmembran depolarisiert wird – also Änderung des Membranpotentials in Richtung positiver (bzw. weniger negativer) Werte – und letztlich zur Öffnung von L-Typ Calciumkanälen.

## Negative Beeinflussung
Die folgenden Faktoren bewirken eine Aufhebung des Euler-Liljestrand-Mechanismus oder wirken ihm entgegen. Dies ist klinisch in bestimmten Fällen (Thoraxchirurgie bzw. -anästhesie) nicht erwünscht.
- Vasodilatatoren, z. B. volatile, also gasförmige Narkosemittel, Glyceroltrinitrat, Nitroprussid-Natrium, Aminophyllin
- Hypokapnie – also eine Verringerung des Kohlenstoffdioxidpartialdruckes (pCO2) im Blut – und eine Alkalose

Zu erwähnen ist, dass eine Azidose eine pulmonale Vasokonstriktion bewirken würde, die HPV nähme zu.